# Матийовце (ґміна)
Ґміна Матийовце — адміністративна субодиниця Коломийського повіту Станіславського воєводства та у Крайсгауптманшафті Коломия Дистрикту Галичина Третього Райху. Село Матеївці було центром сільської ґміни Матийовце.
Утворена 1 серпня 1934 року згідно з розпорядженням Міністерства внутрішніх справ РП від 26 липня 1934 за підписом міністра Мар'яна Зиндрама-Косьцялковського під час адміністративної реформи з попередніх самоврядних сільських гмін Дебеславце, Кропівіще, Матийовце, Назурна, Пересув, Сємаковце, Тросцянка, Залуче над Прутем, Замуліньце.
У 1934 р. територія ґміни становила 102,57 км². Населення ґміни станом на 1931 рік становило 11 293 особи. Налічувалось 2 498 житлових будинків.
Ґміна ліквідована в 1940 р. у зв'язку з утворенням Коломийського району.
Гміна (волость) була відновлена на час німецької окупації з липня 1941 р. до березня 1944 р.
На 1.03.1943 населення ґміни становило 11 352 особи..
Після зайняття території ґміни Червоною армією в 1944 р. ґміну ліквідовано і відновлений Коломийський район.